# فومییا تاماکی
فومییا تاماکی (انگلیسی: Fumiya Tamaki؛ زادهٔ ۲۳ ژوئیهٔ ۱۹۹۳) بازیکن فوتبال اهل ژاپن است.